# Corbettia millettiacola
Corbettia millettiacola là một loài côn trùng cánh nửa trong họ Aleyrodidae, phân họ Aleyrodinae.
Corbettia millettiacola được Dozier miêu tả khoa học đầu tiên năm 1934.